# ボナンザ (テレビドラマ)
『ボナンザ』 (Bonanza) は、1959年に制作されたアメリカ合衆国のテレビドラマ。ホームドラマ型の西部劇とされる。ローン・グリーン（en:Lorne Greene）、マイケル・ランドン、ダン・ブロッカー（en:Dan Blocker）、パーネル・ロバーツ（en:Pernell Roberts）主演。
題名の「ボナンザ」は「繁栄、大当たり」「鉱脈」を意味する言葉であり、ゴールドラッシュ時代の米国西部を連想させる名称となっている。ネバダ州タホ湖周辺にあるバージニアシティを舞台としており、現地には物語の主人公であるカートライト兄弟の看板が目印のボナンザのテーマパークが存在する。

## キャスト
※吹替キャストは(日本テレビ版/NHK版)
- ベン：ローン・グリーン（声：高塔正康 → 八代目市川中車/大塚周夫）
- ジョー：マイケル・ランドン（声：朝戸正明 → 関根信昭/水島裕）
- アダム：パーネル・ロバーツ（声：保科三良 → 戸浦六宏/千田光男）
- ホス：ダン・ブロッカー（声：西桂太 → 相模武/星野充昭）

## 放送
米国では1959年に制作され、同年9月12日から1973年1月16日までNBCで放送された。米国ニールセンによる視聴率調査で、1965年から1967年まで、同国の年間視聴率第1位の番組となっている。
日本では、まず1960年（昭和35年）7月4日から1962年（昭和37年）4月30日まで日本テレビとその系列局で表題通りのタイトルで放送。前期には明治乳業（現・株式会社明治）、後期には松下電器（現・パナソニック）、末期はキヤノンカメラ（現：キヤノン）のそれぞれ一社提供で放送されていた。放送時間は毎週月曜 19:00 - 20:00 （日本標準時）。
後に『カートライト兄弟』と改題され、1962年10月から1965年4月まで同じく日本テレビ系列局で放送された。本作は三菱グループの単独提供で、当初は新三菱重工業と三菱レイヨンの提供で放送されていたが、新三菱重工業が1964年の合併で三菱重工業となったため、以後はスポンサー表記が三菱重工業と三菱レイヨンとなった。放送時間は毎週土曜 20:00 - 20:56 （日本標準時）。ただし、プロ野球ナイター中継がある時期には放送休止となった。
初放送から31年後の1991年10月28日から12月20日までNHK BS2で新録の吹替が放送された。